# Champ d’asile

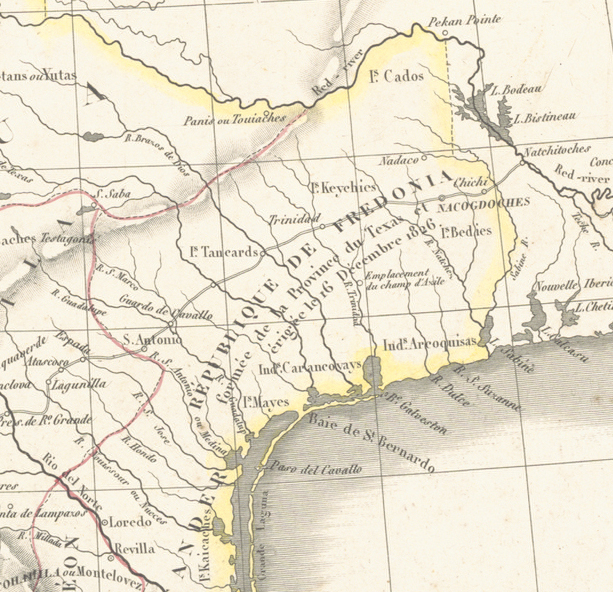
Champ d'asile, carte du République de Fredonia

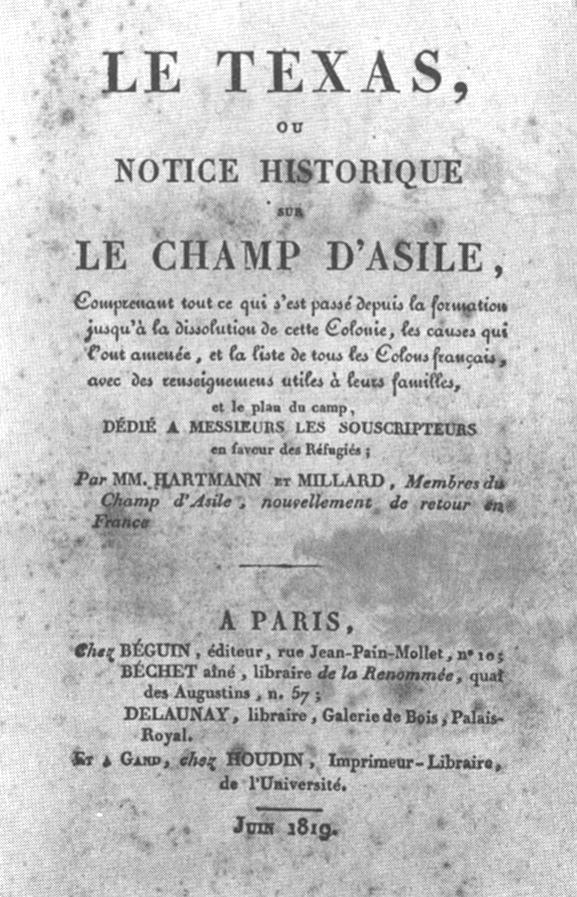
Couverture de l'histoire du Champ d'asile, écrite peu après son abandon (voir Liens externes)

Le Champ d'asile est une colonie française éphémère, fondée au Texas en 1818 par cent vingt officiers bonapartistes.

## Contexte historique
Une partie des officiers français étaient des membres de la Colonie de la vigne et de l'olivier, laquelle avait été offerte à des colons français le 3 mars 1817 par un vote du congrès américain. Elle se situait dans le sud de l’Alabama actuel, à la jonction de deux fleuves nommés d'après des tribus amérindiennes, sur un site qui est ensuite devenu la colonie cotonnière de Demopolis avec ses voisines, Aigleville et Greensboro.
Les colons étaient menés au départ par le général François Antoine Lallemand, accompagné de son frère Henri, deux bonapartistes convaincus. Mais François Antoine Lallemand réussit à soustraire de l'argent aux membres de cette colonie avant de revendre ses parts, non sans avoir spéculé sur les terres. Cet argent lui permit de financer, avec des mercenaires français et étrangers, la fondation d'une nouvelle colonie dite « Champ d’asile ». C'était en fait une garnison militaire, située au Texas, sur la rivière Trinity, près de Moss Bluff et d’Atascosito, non loin de la ville de Galveston, sur un ancien emplacement d'un fort espagnol construit au-dessus des berges escarpées du fleuve, chez les autochtones Orcoquisa (en). Parmi les fondateurs se trouvait le général Antoine Rigau, fait prisonnier par les Russes en 1815. Les Français arrivent au nombre de 400 et construisent quatre forts, équipés de huit canons. Parmi eux se trouvaient également des réfugiés français de Saint-Domingue en Amérique et des généraux de l'expédition de Saint-Domingue. Sur les 400 membres, 150 venaient des communautés d'immigrés français de New York et de Philadelphie. Les autres, environ 250 hommes menés par Charles Lallemand, venaient d'Europe et de Saint-Domingue. Il se retrouvèrent en mars 1818 à Galveston, où opérait aussi le pirate et négrier Jean Laffite, qui avait quitté en 1817 les parages de La Nouvelle-Orléans pour s'installer au Texas.
L'opération avait réuni des financements dans plusieurs grandes capitales, et fut célébrée par la frappe d'une monnaie affichant d'un côté un coq et de l'autre un soldat en train de labourer. Cent mille acres de terre furent achetées. Quatre forts furent construits, sur place, non loin de la côte et de la petite république corsaire installée par le pirate Jean Laffite. Mais l'Espagne, qui revendiquait la souveraineté du Texas, chargea le capitaine Juan Castañeda de détruire ces fortifications, ce qui fut fait le 10 octobre 1818. Les colons français se replièrent alors sur une autre terre dans l'Alabama, non loin de la colonie initiale.
Cet épisode de l'histoire est évoqué par Honoré de Balzac à travers le personnage de Philippe Bridau dans La Rabouilleuse,. Il est également évoqué dans le roman de Raymond C. Borel, La garde meurt à French Creek, ainsi que dans le roman de Jean Soublin, La République des vaincus. Cité par Victor Hugo dans Les Misérables, Thénardier avait souscrit au Champ d'asile (Cosette, tome II, deux portraits complétés).
Cet épisode est largement repris dans le tome 4 de la saga des «messieurs de Saint Malo» intitulé Carbec mon empereur écrit par Bernard Simiot et fini par son fils Philippe après son décès.
Sur le sujet, un film de 1949 avec John Wayne et Oliver Hardy, est intitulé Le Bagarreur du Kentucky (The Fighting Kentuckian).
Peu après se met en place la compagnie franco-texane, dirigée par Henry Castro et Alphonse Dubois de Saligny, qui consiste à installer au Texas 8 000 familles françaises, en fondant Castroville.